# Aral (Kasachstan)

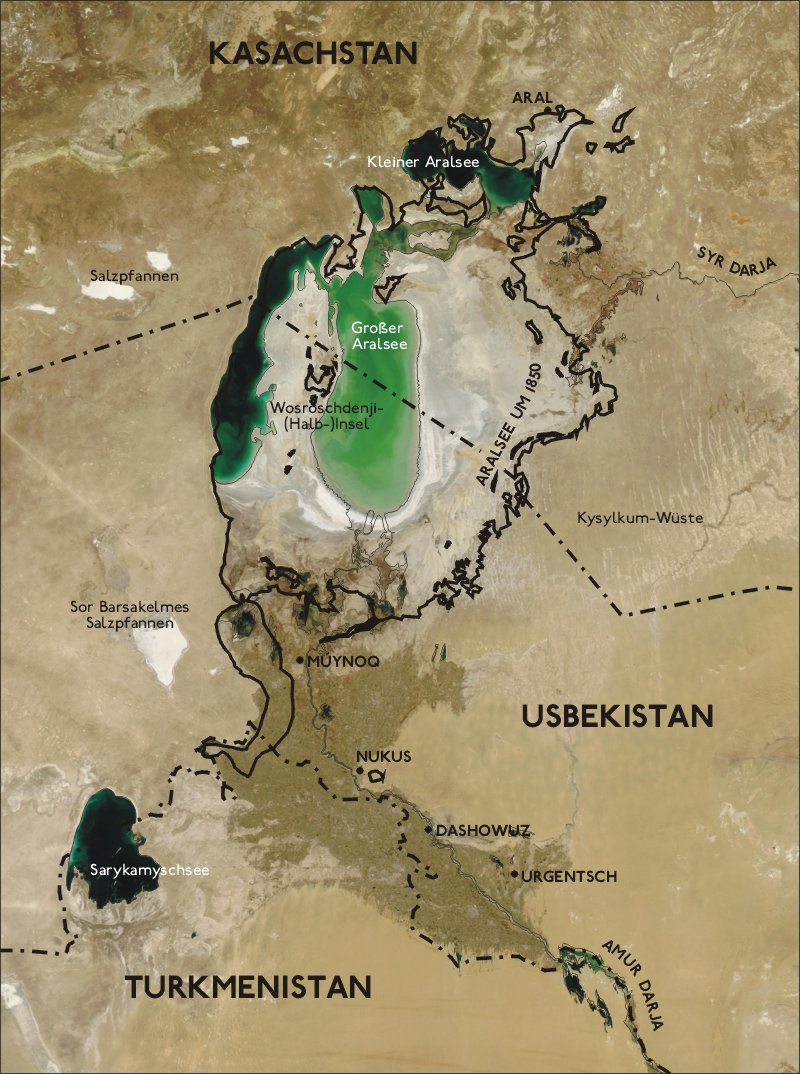
Karte des Aralsees. Nördlich des Kleinen Aralsees befindet sich Aral

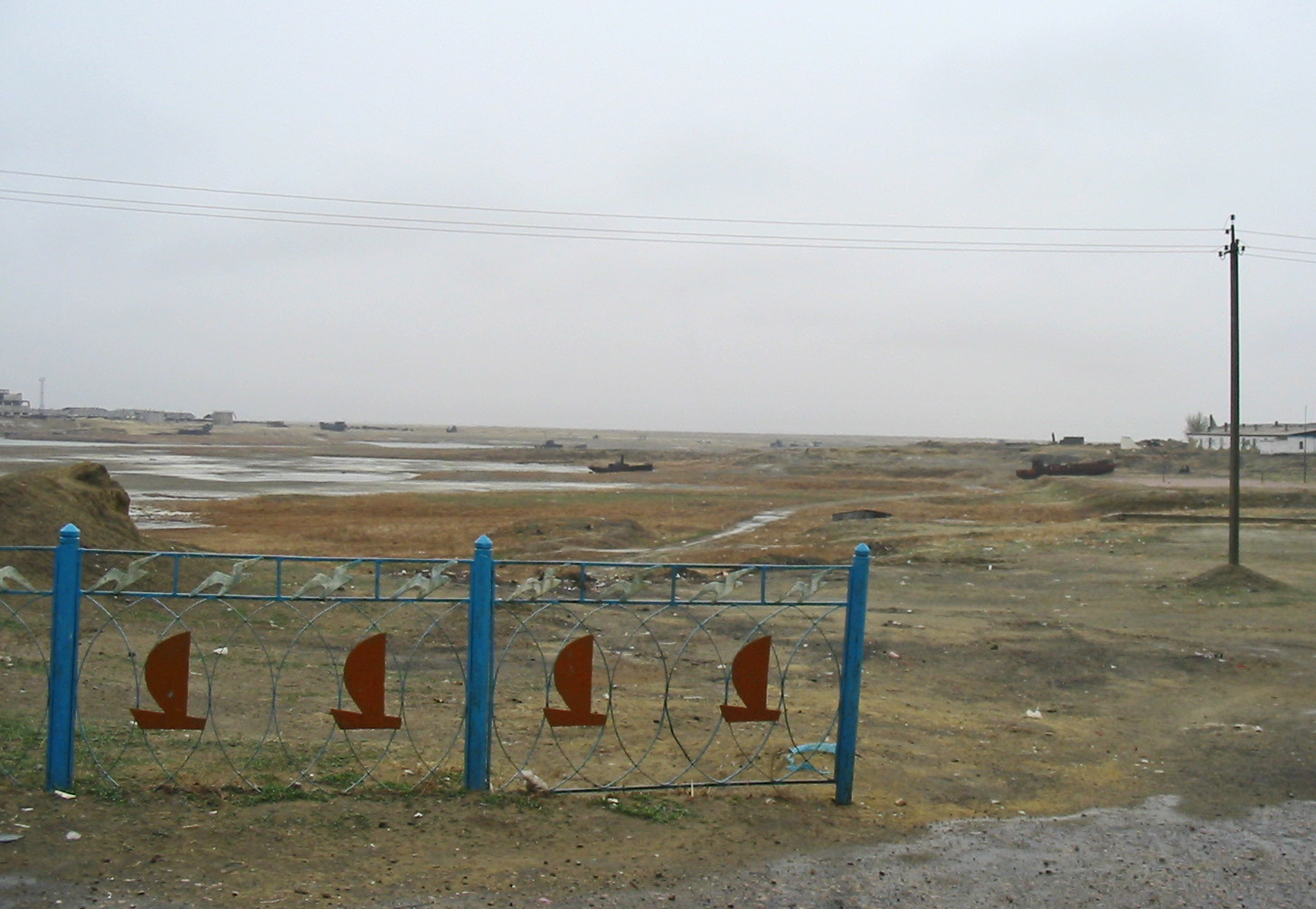
Ehemaliger Hafen in Aral

Aral (kasachisch Арал Aral, russisch Аральск Aralsk) ist eine Stadt im Südwesten Kasachstans im Gebiet Qysylorda.

## Geschichte
Im Süden des heutigen Arals existierte bereits ab 1817 ein Dorf namens Alty-Kuduk (Алты-Кудук), das um 1870 als Aralski (Аральский) registriert wurde. Heute befindet sich an dieser Stelle ein Bahnübergang. Der Bau der Eisenbahnstrecke Trans-Aral-Eisenbahn von Orenburg nach Taschkent (1899–1905) und des Bahnhofs (1905) markieren den Entstehungszeitpunkt der Stadt Aral. Im selben Jahr gründeten russische Kaufleute große Fischereiunternehmen, was zum Aufstieg der örtlichen Fischindustrie führte. So entstanden in der Folgezeit z. B. erste Schiffswerften in Aral.
Nach der Oktoberrevolution 1917 erhielt Aral seinen heutigen Namen. 1938 bekam Aral die Stadtrechte verliehen und wurde mit Aralski Teil der neu entstandenen Oblast Kysyl-Orda (heute: Qysylorda) der kasachischen SSR.
Für einen großen Teil des 20. Jahrhunderts war Aral das Zentrum der Fischerei am Aralsee. Die Blütezeit Arals reichte bis in die 1970er Jahre und endete mit dem rasch sinkenden Wasserspiegel des Aralsees. Durch die jahrzehntelange Abzweigung von Wasser aus den beiden Hauptzuflüssen Amudarja und Syrdarja zur Bewässerung der äußerst wasserbedürftigen Baumwollpflanzen kam immer weniger Flusswasser im Aralsee an. Dieser begann schließlich seit 1960 zu schrumpfen und entfernte sich immer weiter von Fischerdörfern und Hafenstädten. Auch der Hafen von Aral trocknete aus und viele Fischerboote und andere Schiffe liefen auf Grund. Mit sinkendem Wasserstand und zunehmender Versalzung verschlechterten sich auch die Fangquoten der Fischerei zusehends. Ab den 1970er Jahren wurden erste Dämme errichtet, um neue Fischarten anzusiedeln, was allerdings nur wenig Erfolg zeigte. 1980 war mit nurmehr 700 von ehemals 60000 berufstätigen Fischern die Fischereiwirtschaft praktisch inexistent. Um die Arbeitsplätze der Fischkonservenfabrik von Aral zu retten, musste Fisch von der Ostsee und vom Pazifik importiert werden. Die Konserven wurden anschließend wieder an den Pazifik zurücktransportiert, was einer Gesamtstrecke von rund 20000 Kilometern entspricht. 1997 wurde die Fabrik geschlossen.

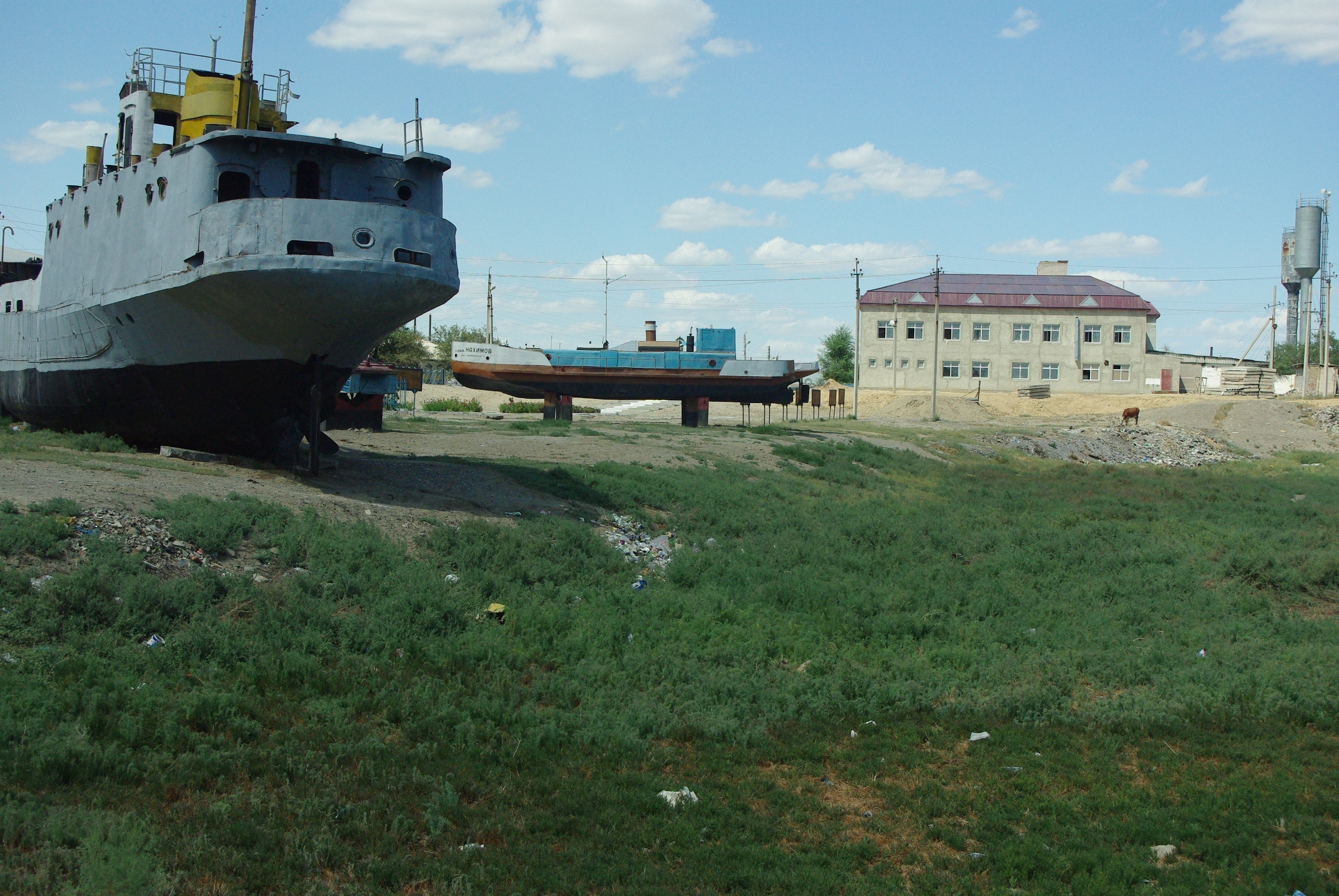
Ausgetrocknetes Hafenbecken von Aral

Seit den 90er Jahren wanderten bedingt durch hohe Arbeitslosigkeit und schlechte Lebensbedingungen immer mehr junge Menschen nach Baikonur, Qysylorda und anderen kasachischen und russischen Städten aus.
In den 1990er Jahren wurde ein einfacher Deich zwischen dem nördlichen und südlichen Aralsee errichtet, mit positiven Auswirkungen auf Wasserstand, Klima und Fischbestand des nördlichen Sees. Dieser Deich wurde allerdings bei einem Sandsturm zerstört.
Seit der Fertigstellung des Kokaral-Dammes im Jahre 2005 rückt der kleine Aralsee nun wieder näher an Aral heran. Von anfangs ca. 100 Kilometern, betrug die Entfernung 2007 nur noch 40 km. 2010 war der See noch 20 km von Aral entfernt, nach anderen Angaben sogar nur noch 12 km. Bis sich der nördliche Teil des Aralsees aber wieder bis nach Aral erstreckt, werden noch einige Jahrzehnte vergehen. Die positiven Folgen des Kokaral-Dammes zeigen sich bereits. Die Fischwirtschaft hat sich ebenso wie der Fischbestand wieder einigermaßen erholt, wovon auch die einheimischen Bootsbauer profitieren.
| Jahr     | Entfernung zum Aralsee |
| -------- | ---------------------- |
| vor 2005 | 100 km                 |
| 2007     | 40 km                  |
| 2009     | 25 km                  |
| 2010     | 20 km                  |
| 2010     | 12 km                  |

Bedingt durch die Verwendung von Agent Orange für die Entlaubung der geernteten landwirtschaftlichen Flächen, sowie durch deren intensive Düngung in der Vergangenheit, sind die Böden in und um Aral verseucht. Dies und möglicherweise unsicher gelagerte chemische und biologische Kampfstoffe auf der Insel der Wiedergeburt durch die sowjetische Behörde für biologische Kriegführung Biopreparat sind der Grund für die ernsthaften gesundheitlichen Probleme der Bevölkerung von Aral.
In der Sowjetzeit existierten in Aral drei geschlossene Städte, Aralsk-5 („Ural“) im Süden der Stadt sowie Aralsk-6 & Aralsk-8 („Tschaika“ (Чайка) & „Berjoska“ (Берёзка)) ca. sechs Kilometer im Nordwesten. 1992 wurde das Personal nach Russland rückgeführt, die Städte verfielen und wurden von der einheimischen Bevölkerung ausgeschlachtet.

## Bevölkerung
Die Volkszählung 1999 ergab für den Ort eine Bevölkerung von 30.327 Menschen. Bei der Volkszählung im Jahr 2009 hatte Aral 29.987 Einwohner. Bei der letzten Volkszählung 2021 lebten 36.004 Menschen in Aral. Zum 1. Januar 2025 ergab die Fortschreibung der Bevölkerungszahlen eine Einwohnerzahl von 37.500 Menschen.
| Einwohnerentwicklung               | Einwohnerentwicklung | Einwohnerentwicklung | Einwohnerentwicklung | Einwohnerentwicklung | Einwohnerentwicklung | Einwohnerentwicklung | Einwohnerentwicklung |
| 1939                               | 1959                 | 1970                 | 1979                 | 1989                 | 1999                 | 2009                 | 2021                 |
| ---------------------------------- | -------------------- | -------------------- | -------------------- | -------------------- | -------------------- | -------------------- | -------------------- |
| 16.393                             | 19.615               | 37.722               | 32.087               | 30.801               | 30.327               | 29.987               | 36.004               |
| Anmerkung: Volkszählungsergebnisse |                      |                      |                      |                      |                      |                      |                      |

## Wirtschaft
Die Stadt war ursprünglich eine Hafenstadt am Rande des Nördlichen Aralsees und ein Fischhauptlieferant für benachbarte Regionen. Seit der Austrocknung des Aralsees hat sich die Bevölkerung in Aral reduziert und die Stadt an sozio-ökonomischer Bedeutung verloren. Die Region rund um Aral hat eine der höchsten Arbeitslosigkeitsraten in Kasachstan.
Jedoch gibt es wieder Hoffnung, dass der See den Hafen von Aral künftig wieder erreicht. Geplant ist, die Dammkrone des Kokaral-Damms zu erhöhen und einen zweiten Damm zu bauen. Die Kosten in Höhe von 126 Mio. Dollar werden von der Weltbank getragen, ein Baubeginn ist noch nicht abzusehen.

## Verkehr

### Flughafen
Im Nordwesten von Aral befindet sich ein regionaler Flughafen, der zu Sowjetzeiten für die Versorgung der Militärbasis Kantubek (Aralsk-7) auf der Insel der Wiedergeburt und des Weltraumbahnhofs Baikonur genutzt wurde. Auch heute wird der Flughafen gelegentlich noch verwendet.

### Eisenbahn
Aral liegt an der Eisenbahnstrecke Orenburg-Taschkent (Trans-Aral-Eisenbahn) und besitzt einen Bahnhof.

## Söhne und Töchter der Stadt
- Ghani Schajlauow (* 1985), kasachischer Boxer
- Abat Ajymbetow (* 1995), kasachischer Fußballspieler